# Миша, Филип
Филип Миша (тур. Filip Mişa or Filip Mise Efendi; 1873, Аргос Орестикон — 16 мая 1944) — арумынский активист, врач и политик. Миша стал депутатом Османской империи; он и Николае Константин Бацария были единственными арумынами, когда-либо входившими в османский парламент. Позже он переехал в Румынию и посвятил себя медицине.

## Биография
Миша родился в 1873 году в Хруписте (арум. Hrupishte), тогда Османская империя, а сейчас территория Греция. Его отец был профессором, а мать — домохозяйкой. После окончания румынского лицея Битолы Миша эмигрировал в Румынию в 1893 году, окончив Медицинский и фармацевтический университет имени Кароля Давила в 1899 году. Во время учёбы Мише приходилось работать, чтобы иметь возможность оплачивать обучение. Он написал статьи в нескольких арумынских изданиях об истории поселения села Грамос (Грамоста) и местных легендах. Наиболее важной из них является статья, написанная для Gazeta Macedoniei («Вестник Македонии») в 1897 году, в которую Миша включает легенды, объясняющие обезлюдение и разрушение Грамоса. Ещё в одной статье, написанной для Lumina («Свет») в 1907 году, он объясняет историю деревни. При написании статей Миша использовал псевдоним «Ciuma alu Penți». После того как Миша прошёл несколько производственных практик и экстернатур после окончания учёбы, на него оказал давление его профессор Тома Ионеску, румынский хирург, чтобы тот вернулся в Османскую империю выполнить свою «миссию» вместе со своими арумынскими братьями, что он в конечном итоге и выполнил вместе со своей женой Вирджинией Мустацэ из Плоешти.
Там Миша присоединился к младотуркам и стал депутатом санджака Горице в законодательных собраниях 1908 и 1912 годов. Он был единственным арумынином, вошедшим в османский парламент, кроме Николае Константина Бацарии, который стал османским сенатором. Единственными немусульманскими группами османского населения, из которых когда-либо вербовался младотурецкий Комитет единения и прогресса (КЕП), были арумыны и евреи. Стратегия, которой стремились Бацария и Миша, заключалась в нахождении общего дела с османскими властями, которые стремились к возрождению статус-кво, чтобы иметь союзника против националистических организаций из других общин Османской империи, которые угрожали национальному движению арумын. С другой стороны, КЕП выиграла от наличия христианских союзников, которые могли служить примером для других христианских меньшинств империи, таких как болгары или греки. Арумыно-османский союз был сформирован после переговоров между КЕП и Македо-румынским культурным обществом, в которых участвовал сам Миша, поскольку он был директором по пропаганде последнего.
В декабре 1913 года Миша вернулся в Румынию после давления со стороны своей жены и румынского политика Таке Ионеску, брата его бывшего профессора Томы, а также после того, как счёл свою миссию по делу Арумынии выполненной и решил заняться воспитанием троих своих новорожденных детей. Миша решил уйти с политической сцены и поселился в Бузэу после работы в нескольких сельских больницах в других населенных пунктах Румынии. Во время Первой мировой войны Миша работал врачом в госпитале в Бакэу, позже его перевели в военный госпиталь в Негрешти, где он лечил множество раненых солдат. В этот период он заболел эпидемическим тифом, но быстро выздоровел. В 1920 и 1921 годах Миша стал одним из ведущих деятелей недавно созданной Больницы инфекционных и заразных болезней Бузэу, где он проработал до выхода на пенсию в 1938 году. Кроме того, арумынский лингвист Матильда Караджиу Мариочану в своей работе 2003 года Toma Caragiu — Ipostaze («Тома Караджиу — Ипостаси») утверждает, что Миша помог Томе Караджиу, который позже стал известным актёром, преодолеть энтероколит в возрасте одного года и восьми или девять месяцев в Хруписте. Она также пишет, что семья Караджиу называла Мишу «Филио» и что он был крестным отцом её матери. В 1929 году умерла его жена Вирджиния, он остался вдовцом и больше никогда не женился. У обоих было в общей сложности шестеро детей, некоторые из которых позже также посвятили себя медицине. Миша умер 16 мая 1944 года.